# Sharon Jones
Sharon Lafaye Jones (Augusta, 4 maggio 1956 – Cooperstown, 18 novembre 2016) è stata una cantante statunitense famosa per essere stata la vocalist del gruppo Sharon Jones & The Dap-Kings.

## Biografia
Nata in Georgia,  crebbe a New York. Si formò nel mondo del gospel. Dopo essere stata per alcuni anni come turnista e corista, nel 2002, sotto il nome Sharon Jones & The Dap-Kings, pubblicò un album dal titolo Dap Dippin' with Sharon Jones and the Dap-Kings. Il gruppo da lei guidato riscosse ben presto molto interesse grazie al revival di musica soul e funk anni sessanta e settanta. Nel 2007 apparve nel film The Great Debaters - Il potere della parola. Nel corso della sua carriera collaborò, tra gli altri, con Michael Bublé, Lou Reed, David Byrne e Fatboy Slim (Here Lies Love). Nel 2013 venne sottoposta ad un intervento chirurgico per debellare un colangiocarcinoma. Morì a Cooperstown all'età di 60 anni, il 18 novembre 2016, per un cancro al pancreas.

## Discografia

### Sharon Jones & The Dap-Kings
- Dap Dippin' with Sharon Jones and the Dap-Kings (2002)
- Naturally (2005)
- 100 Days, 100 Nights (2007)
- I Learned the Hard Way (2010)
- Soul Time! (2011) (raccolta)
- Give the People What They Want (2014)